# Spar- und Darlehnskasse Börde Lamstedt-Hechthausen
Die Spar- und Darlehnskasse Börde Lamstedt-Hechthausen eG ist eine Genossenschaftsbank mit Sitz in der niedersächsischen Gemeinde Lamstedt im Landkreis Cuxhaven.

## Geschichte
Die Spar- und Darlehnskasse Börde Lamstedt-Hechthausen eG wurde am 16. Dezember 1949 als Saatbau Börde Lamstedt eingetragene Genossenschaft mit beschränkter Haftpflicht im Genossenschaftsregister eingetragen. Das erste Statut datiert vom 1. September 1949. Damit unterscheidet sich die Historie der Genossenschaft in zweierlei Hinsicht von derer anderer Genossenschaftsbanken. Einerseits erfolgte die Gründung erst nach dem Zweiten Weltkrieg, während die meisten Spar- und Darlehnskassen bereits Ende des 19. Jahrhunderts oder Anfang des 20. Jahrhunderts gegründet wurden. Andererseits wurde die Genossenschaft als reine Warengenossenschaft gegründet. Das Bankgeschäft wurde erst mit dem im Jahr 1961 von der Generalversammlung beschlossenen, neuen Statut aufgenommen. Mit dem neuen Statut erfolgte auch die Änderung der Firma in Spar- und Darlehnskasse Börde Lamstedt eG.
In ihrer Geschichte hat die Genossenschaft mehrere weitere Warengenossenschaften durch Fusion übernommen:
- 1955 Landwirtschaftliche Bezugs- und Absatzgenossenschaft Lamstedt eingetragene Genossenschaft mit beschränkter Haftpflicht
- 1961 Landwirtschaftliche Bezugs- und Absatzgenossenschaft Nindorf eingetragene Genossenschaft mit beschränkter Haftpflicht
- 1971 Landwirtschaftliche Bezugs- und Absatzgenossenschaft Hollen eingetragene Genossenschaft mit beschränkter Haftpflicht
- 1971 Landwirtschaftliche Bezugs- und Absatzgenossenschaft Armstorf eingetragene Genossenschaft mit beschränkter Haftpflicht

Die Fusion mit anderen Kreditgenossenschaften erfolgte erst im späteren Verlauf der Geschichte:
- 1989 Spar- und Darlehnskasse Mittelstenahe eG
- 1991 Spar- und Darlehnskasse Hechthausen eG

Im Zuge der letzten Fusion im Jahr 1991 wurde auch der Name der Genossenschaft in Spar- und Darlehnskasse Börde Lamstedt-Hechthausen eG geändert, welcher noch heute gültig ist.

## Rechtsverhältnisse
Die Spar- und Darlehnskasse Börde Lamstedt-Hechthausen eG ist im Genossenschaftsregister beim Amtsgericht Tostedt unter GnR 110007 eingetragen.

## Organisationsstruktur
Rechtsgrundlagen sind das Genossenschaftsgesetz und die durch die Generalversammlung beschlossene Satzung. Organe der Bank sind der Vorstand, der Aufsichtsrat und die Generalversammlung.

## Sicherungseinrichtung
Die Spar- und Darlehnskasse Börde Lamstedt-Hechthausen eG ist der amtlich anerkannten Sicherungseinrichtung des Bundesverbandes der Deutschen Volksbanken und Raiffeisenbanken GmbH und der zusätzlichen freiwilligen Sicherungseinrichtung des Bundesverbandes der Deutschen Volksbanken und Raiffeisenbanken e.V. angeschlossen.

## Geschäftsausrichtung
Die Spar- und Darlehnskasse Börde Lamstedt-Hechthausen eG betreibt das Universalbankgeschäft. Im Verbundgeschäft arbeitet sie mit der DZ Bank, R+V Versicherung, Bausparkasse Schwäbisch Hall, Teambank, VR Leasing und der Union Investment zusammen.

## Geschäftsstellen
Die Spar- und Darlehnskasse Börde Lamstedt-Hechthausen eG unterhält zwei personenbesetzte Geschäftsstellen.
An diesen Orten betreibt die Bank Filialen:
- Lamstedt (Hauptstelle, jur. Sitz)
- Hechthausen (Geschäftsstelle)

## Bildergalerie

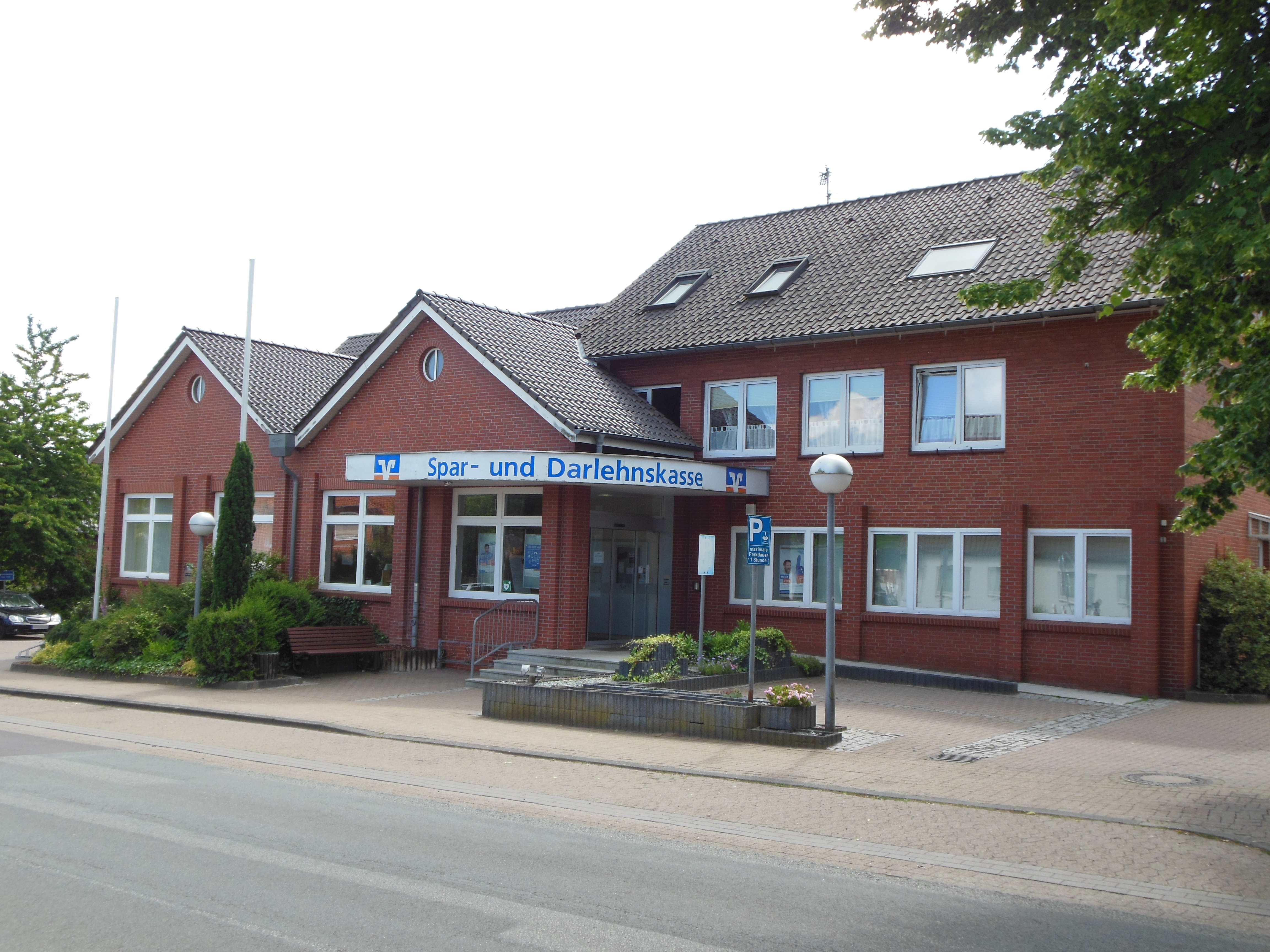
Filiale Hechthausen
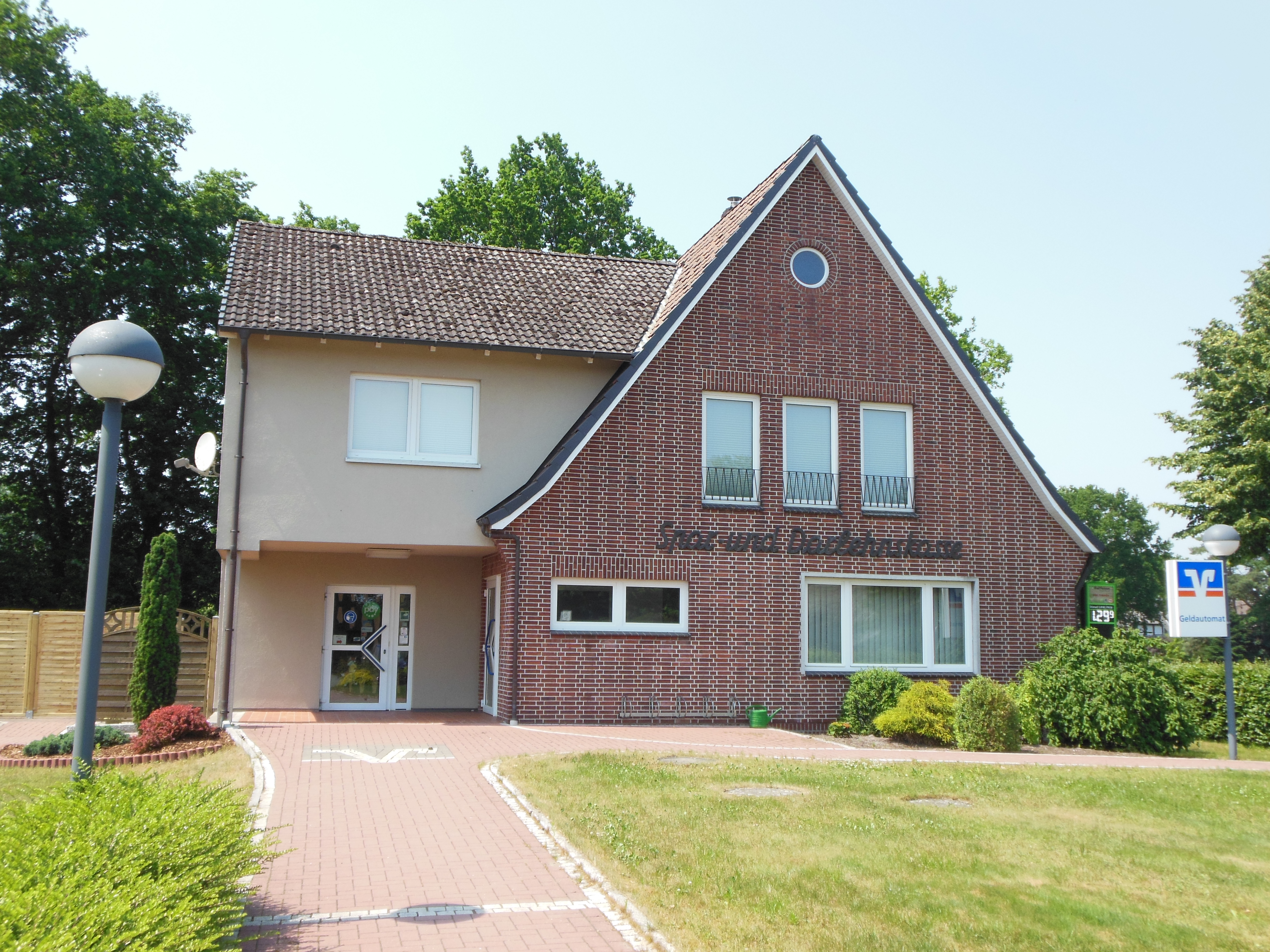
Ehemalige SB-Stelle Mittelstenahe